# Rubellia
Rubellia is een geslacht van rechtvleugeligen uit de familie Pyrgomorphidae. De wetenschappelijke naam van dit geslacht is voor het eerst geldig gepubliceerd in 1875 door Stål.

## Soorten
Het geslacht Rubellia  is monotypisch en omvat slechts de volgende soort:
- Rubellia nigrosignata (Stål, 1875)